# Hormathianthus
Hormathianthus is een geslacht van zeeanemonen uit de klasse van de Anthozoa (bloemdieren).

## Soort
- Hormathianthus tuberculatus Carlgren, 1943